# 叉牙鰕虎屬
叉牙鰕虎鱼属（学名：Apocryptodon），为輻鰭魚綱鰕虎鱼目鰕虎亞目鰕虎科一个属。

## 下属物种
本属包括以下物种：
- 少齿叉牙虾虎鱼 Apocryptodon glyphisodon (Bleeker)
- 馬都拉叉牙鰕虎魚 Apocryptodon madurensis (Bleeker, 1849)，马都拉叉牙鰕虎，臥齒鯊
- 细点叉牙虾虎鱼 Apocryptodon malcolmi Smich
- 短斑叉牙鰕虎魚 Apocryptodon punctatus Tomiyama, 1934，短斑叉牙鰕虎，短斑臥齒鯊

## 扩展阅读
- WoRMS数据：http://www.marinespecies.org/aphia.php?p=taxdetails&id=268358（页面存档备份，存于）